# Zygia longifolia
Zygia longifolia là một loài thực vật có hoa trong họ Đậu. Loài này được (Willd.) Britton & Rose miêu tả khoa học đầu tiên.